# Heidgen (Neunkirchen-Seelscheid)
Heidgen ist ein Ortsteil von Mohlscheid in der Gemeinde Neunkirchen-Seelscheid im Rhein-Sieg-Kreis.

## Lage
Heidgen liegt zwischen Meisenbach und dem alten Ortskern von Mohlscheid. Weitere Nachbarorte sind Scherpekotten im Nordwesten und Weiert im Osten.

## Geschichte
1830 hatte Heidgen 17 Einwohner. 1845 hatte der Ort sieben evangelische  Einwohner in zwei Häusern. 1888 gab es 30 Bewohner in fünf Häusern.
1910 wohnten in Heidgen die Familien Ackerer Robert und Ackerin Witwe Wilhelm Mackenbach, Tagelöhnerin August Roth sowie die Ackerer Karl und Wilhelm Steeger.
Das Dorf gehörte bis 1969 zur Gemeinde Seelscheid.